# Darin Hungerford
Darin Hungerford (Dumfries, ...) è un giocatore di football americano statunitense, che gioca come linebacker per i Bay Area Panthers.